# Wilkes-Barre/Scranton Penguins
Wilkes-Barre/Scranton Penguins – drużyna hokejowa grająca w American Hockey League w dywizji wschodniej, konferencji wschodniej. Drużyna ma swoją siedzibę w Wilkes-Barre w Stanach Zjednoczonych. Drużyna podlega zespołowi Pittsburgh Penguins (NHL) oraz ma filię Wheeling Nailers (ECHL). 
- Rok założenia: 1999
- Barwy: czerwono-czarno-złote
- Trener: Todd Richards
- Hala: Wachovia Arena at Casey Plaza

## Osiągnięcia
- Mistrzostwo dywizji: 2006, 2008, 2011
- Mistrzostwo konferencji: 2001, 2004, 2008
- Mistrzostwo w sezonie zasadniczym: 2011
- F.G. „Teddy” Oke Trophy: 2006, 2008, 2011
- Frank Mathers Trophy: 2011